# Labeotropheus trewavasae
Labeotropheus trewavasae é uma espécie de peixe da família Cichlidae.
Pode ser encontrada em Malawi, Moçambique e Tanzânia.
Os seus habitats naturais são: lagos de água doce.